# Polemanniopsis
Polemanniopsis je maleni biljni rod iz porodice  štitarki smješten u tribus Steganotaenieae.. Sastoji se od dvije vrste sa juga Afrike, jedna endemična za Namibiju druga za Južnu Afriku (Northern Cape i Western Cape). 
Namibijska vrsta otkrivena je u pustinji Namib u blizini Lüderitza, gdje je relativno česta. Opisana je 2010
Ime roda Polemanniopsis dana je u čast Petera Heinricha Polemanna (1779. – 1839.), njemačkog kemičara i ljekarnika.

## Vrste
1. Polemanniopsis marlothii (H.Wolff) B.L.Burtt ex Engl.
2. Polemanniopsis namibensis B.-E.van Wyk, A.Burke & Mannh.